# 2001 KA77
2001 KA77 ist ein großes transneptunisches Objekt im Kuipergürtel, das bahndynamisch als Cubewano (CKBO) eingestuft wird. Aufgrund seiner Größe ist der Asteroid ein Zwergplanetenkandidat.

## Entdeckung
2001 KA77 wurde am 24. Mai 2001 von James Elliot und Larry Wasserman mit dem 4,0-m-Víctor-M.-Blanco-Teleskop (DECam) am Cerro Tololo-Observatorium (Chile) entdeckt. Die Entdeckung wurde am 1. Juli 2001 zusammen mit den TNO (28978) Ixion, 2001 FT185, 2001 KW76, 2001 KY76 und 2001 KZ76 bekanntgegeben.
Der Beobachtungsbogen des Planetoiden beginnt mit der offiziellen Entdeckungsbeobachtung am 24. Mai 2001. Seither wurde der Planetoid durch verschiedene Teleskope wie das Hubble- und das Herschel-Weltraumteleskop sowie erdbasierte Teleskope beobachtet. Im April 2017 lagen insgesamt 33 Beobachtungen über einen Zeitraum von 5 Jahren vor. Die bisher letzte Beobachtung wurde im Februar 2006 mit dem Hubble-Weltraumteleskop durchgeführt. (Stand 13. März 2019)

## Eigenschaften

### Umlaufbahn
2001 KA77 umkreist die Sonne in 330,71 Jahren auf einer leicht elliptischen Umlaufbahn zwischen 43,21 AE und 52,23 AE Abstand zu deren Zentrum. Die Bahnexzentrizität beträgt 0,092, die Bahn ist 11,88° gegenüber der Ekliptik geneigt. Derzeit ist der Planetoid 47,50 AE von der Sonne entfernt. Das Perihel durchläuft er das nächste Mal 2093, der letzte Periheldurchlauf dürfte also im Jahre 1762 erfolgt sein.
Sowohl Marc Buie (DES) als auch das Minor Planet Center (MPC) klassifizieren den Planetoiden als Cubewano, wobei er zu den bahndynamisch «heißen» klassischen KBO gehört; letzteres führt ihn auch als Nicht-SDO und allgemein als «Distant Object».

### Größe
Erste Schätzungen ergaben einen Durchmesser von etwa 634 km, womit 2001 KA77 zum Zeitpunkt seiner Entdeckung als eines der größeren transneptunischen Objekte galt, basierend auf einem relativ tiefen Rückstrahlvermögen von 2,5 % und einer absoluten Helligkeit von 5,61 m Anhand neuerer Messungen, die mithilfe der Daten des Herschel-Weltraumteleskops kombiniert mit den älteren Daten ermittelt wurden, wird derzeit von einem Durchmesser von 310 km ausgegangen, basierend auf einem höheren Rückstrahlvermögen von 9,9 % und einer absoluten Helligkeit von 5,64 m. Ausgehend von diesem Durchmesser ergibt sich eine Gesamtoberfläche von etwa 302.000 km². Die scheinbare Helligkeit von 2001 KA77 beträgt 22,05 m,
Da es denkbar ist, dass sich 2001 KA77 aufgrund seiner Größe im hydrostatischen Gleichgewicht befindet und somit weitgehend rund sein könnte, erfüllt er möglicherweise die Kriterien für eine Einstufung als Zwergplanet. Mike Brown geht davon aus, dass es sich bei 2001 KA77 um vielleicht einen Zwergplaneten handelt.
| Jahr                                         | Abmessungen km    | Quelle         |
| -------------------------------------------- | ----------------- | -------------- |
| 2008                                         | 634,0 +134,0−92,0 | Brucker u. a.  |
| 2012                                         | 310,0 +170,0−60,0 | Vilenius u. a. |
| 2018                                         | 324,0             | Brown          |
| Die präziseste Bestimmung ist fett markiert. |                   |                |